# Adenomera diptyx
Adenomera diptyx là một loài ếch thuộc họ Leptodactylidae.
Loài này có ở Argentina, Bolivia, Paraguay, và có thể cả Brasil.
Môi trường sống tự nhiên của chúng là rừng ẩm vùng đất thấp nhiệt đới hoặc cận nhiệt đới, xavan ẩm, vùng cây bụi ẩm khu vực nhiệt đới hoặc cận nhiệt đới, đồng cỏ nhiệt đới hoặc cận nhiệt đới vùng ngập nước hoặc lụt theo mùa, đầm nước ngọt có nước theo mùa, vườn nông thôn, các vùng đô thị, và đất nông nghiệp có lụt theo mùa.